# منطقه کابووم
منطقه کابووم یکی از منطقه های استان موروبه واقع در کشور پاپوآ گینه نو می باشد. مرکز این منطقه کابووم است. این منطقه خود از ۴ فرمانداری محلی تشکیل می گردد که هر فرمانداری به منظور سهولت در امر آمارگیری خود به چند بخش تقسیم می شود. طبق آمار سال ۲۰۰۰ میلادی جمعیت این منطقه ۴۱٬۸۷۷ نفر بوده است.

## تقسیمات
این منطقه دارای ۴ فرمانداری محلی است که اسامی آن ها به شرح زیر است:
- فرمانداری محلی روستایی دیاموس
- فرمانداری محلی روستایی کومبا(سکو)
- فرمانداری محلی روستایی یوس
- فرمانداری محلی روستایی سلپت